# Métropole orthodoxe grecque de Suède et de Scandinavie
La métropole orthodoxe grecque de Suède et de Scandinavie est une juridiction de l'Église orthodoxe en Scandinavie rattachée canoniquement au Patriarcat œcuménique de Constantinople et dont le siège est à Stockholm en Suède. L'évêque porte le titre de Métropolite de Suède et de toute la Scandinavie.

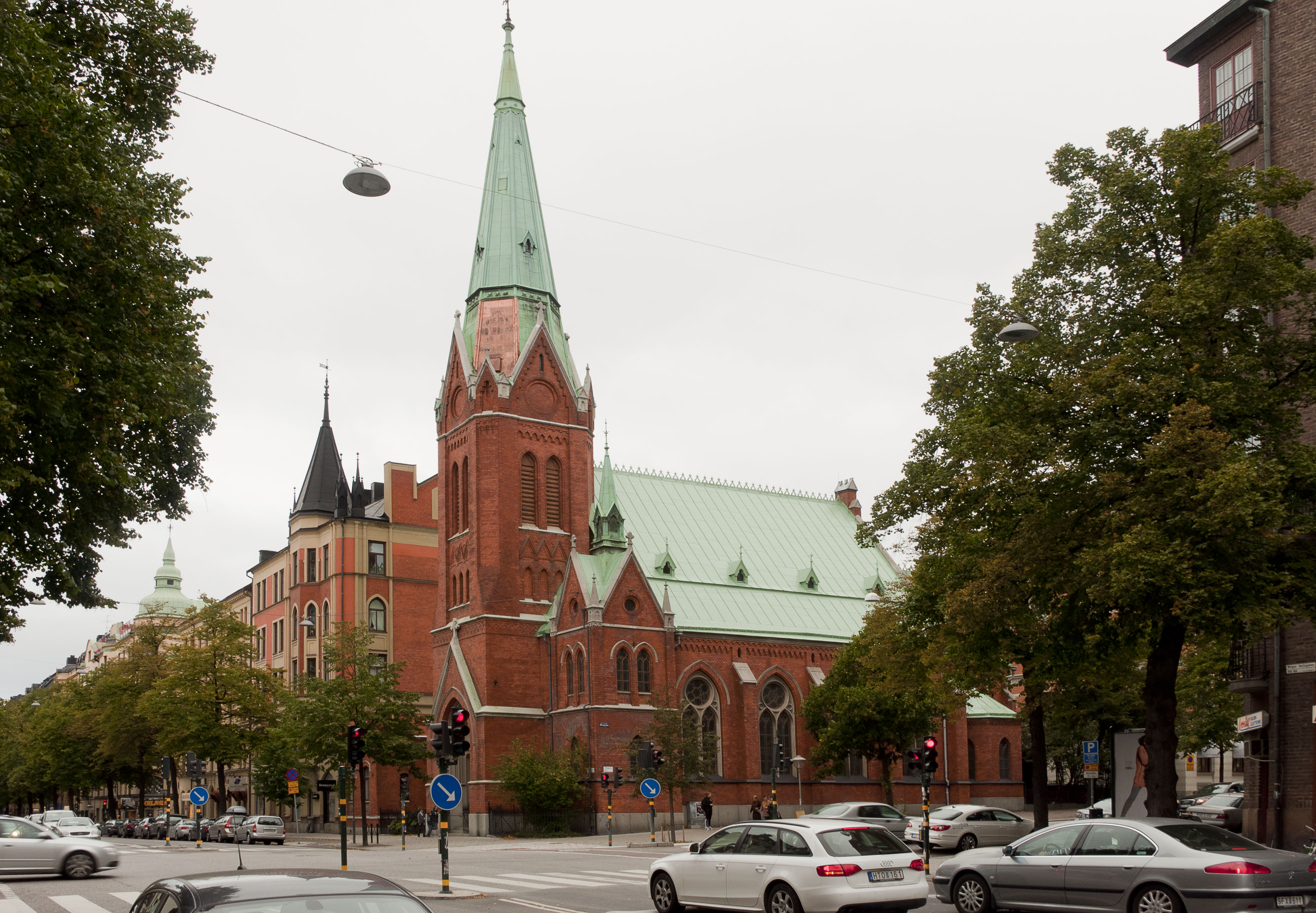